# 30 dagar har november
30 dagar har november är en gammal ramsa, som man använder för att komma ihåg hur många dagar månaderna har enligt julianska och gregorianska kalendern. Den är ursprungligen engelsk, och heter på engelska "Thirty Days Hath September".
Ramsan lärs ut till skolelever och är mycket välkänd och populär i det engelska språket. Groucho Marx hävdade “My favourite poem is the one that starts Thirty Days Hath September . . . because it actually means something.”. Den har även refererats till på olika sätt, bland annat som en av flera humoristiska reklamjinglar ("Thirty days / Hath September / April / June and the / Speed offender") och i sången Thirty Days Hath September av underhållaren Robert Goulet . 
Den svenskspråkiga versionen av ramsan illustrerades av Elsa Beskow i läroboken Vill du läsa?

## Ramsan

### Engelska
På engelska lyder en variant av ramsan:
Thirty days hath September,
April, June, and November.
All the rest have thirty-one,
Excepting February alone,
And that has twenty-eight days clear,
And twenty-nine in each leap year.
En annan variant lyder:
Thirty days hath September,
April, June, and November;
February has twenty-eight alone,
All the rest have thirty-one;
Excepting leap year, that's the time,
When February's days are twenty-nine.
Ramsan har lång historia. En medeltida version har hittats ur Harley 2341 från 1400-talet, och finns i British Library:
Thirtey days has November,
Aprile, June, and September:
Of twyecescore-eightt is but eine,
And all the remnante be thrycescore-eine.
O'course Leap yare comes an'pynes,
Ev'rie foure yares, gote it ryghth.
An'twyecescore-eight is but twyecescore-nyne.
I senare versioner har ofta september och november bytt plats i ramsan, så att september i stället nämns först.
Thirty days hath September,
April, June, and November.
All the rest have thirty-one,
no exceptions, but save one:
twenty-eight hath February,
but from this we still must vary
each four years when we do find
a small leap to twenty-nine.

### Italienska
Trenta dì conta novembre
con april, giugno e settembre.
Di ventotto ce n'è uno,
tutti gli altri ne han trentuno.

### Svenska
Tretti' dagar har november,
april, juni och september.
Februari tju'åtta alén,
alla de övriga trettioen.
Den svenskspråkiga översättningen är gjord av den som pekoralist ansedde räkneläraren i Vadstena  Hans Jacob Seseman (1751–1819) och publicerad i hans Brudskrifter 1851.